# Hervé Florio
Hervé Florio, né le 12 octobre 1950 à Beaupuy (Haute-Garonne), est un coureur cycliste français. Il est champion de France amateurs en 1973.

## Biographie
Hervé Florio commence le cyclisme à 17 ans dans un club de Finhan. Ouvrier agricole, il connaît son heure de gloire lors de la saison 1973 en devenant champion de France amateurs,. La même année, il est sélectionné en équipe de France pour les championnats du monde amateurs de Montjuich, où il se classe 50e. Malgré ses résultats, il ne passe pas professionnel pour des raisons financières et continue sa carrière jusqu'à 34 ou 38 ans, en brillant principalement dans les courses du Sud-Ouest. 
Une fois retiré du cyclisme amateur, il continue de travailler dans le domaine agricole jusqu'à sa retraite.

## Palmarès
- 1972
  - 2e du Grand Prix de Puy-l'Évêque
- 1973
  -  Champion de France sur route amateurs
  - 2e du Grand Prix de Puy-l'Évêque
- 1974
  - 2e du championnat de Midi-Pyrénées sur route
- 1975
  - Champion de Midi-Pyrénées sur route